# Katia Ricciarelli

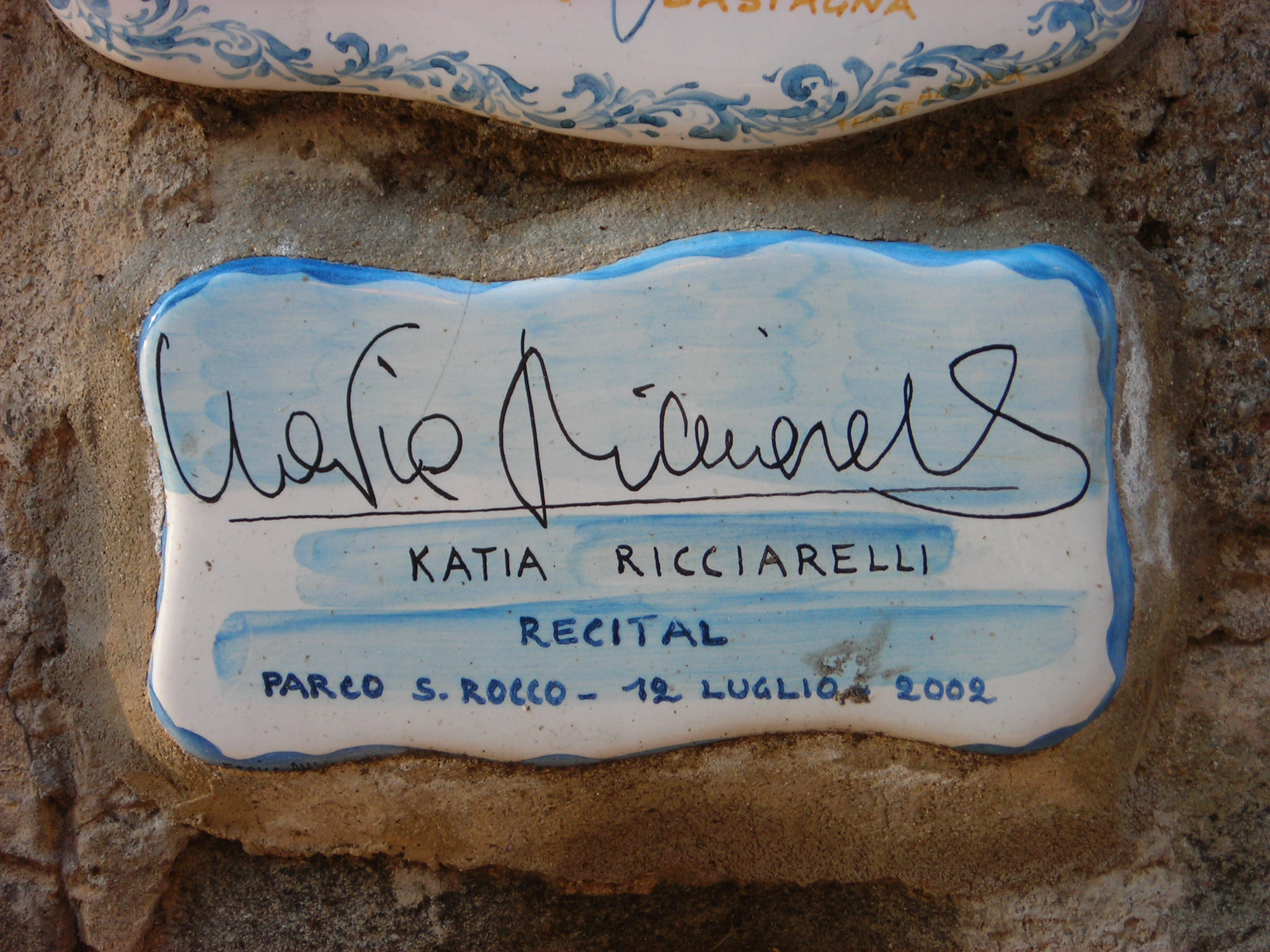
Katia Ricciarelli

Katia Ricciarelli (Rovigo, Véneto, 16 de enero de 1946) es una soprano de ópera italiana. Es conocida también por su carrera como actriz. 

## Biografía
Nacida en el seno de una familia muy humilde, debió luchar en su juventud mientras estudiaba música. 
Estudió en el conservatorio Benedetto Marcello en Venecia con Iris Adami Corradetti; ganó varias competiciones vocales en 1968, e hizo su debut profesional como Mimì de La Bohème en Mantua en 1969, seguida por una aparición en Il trovatore en Parma en 1970. En el siguiente año, ganó el premio “Voci Verdiane” de la RAI. Entre 1972 y 1975, se sucedieron varios compromisos con los principales teatros de ópera de Europa y Estados Unidos, incluyendo la Ópera Lírica de Chicago (1972); La Scala (1973); Royal Opera House, Covent Garden (1974); y el Metropolitan Opera en 1975. En 1981, comienza una asociación de una década con el Rossini Opera Festival en Pésaro, ampliando así su repertorio de óperas de Rossini.
A la par de sus múltiples presentaciones operísticas, en 1986 apareció como Desdémona en la versión fílmica de Franco Zeffirelli de Otello de Verdi, junto a Plácido Domingo. En 2005 gana el premio Nastro d'Argento a la mejor actriz, galardonada por los periodistas de cine italianos, por su rol en La seconda notte di nozze de Pupi Avati .
En 1991 fundó la Accademia Lirica di Katia Ricciarelli, y, desde 2003, ha sido Directora Artística del Festival anual de verano Macerata Opera. En 2006 participó en el reality show La fattoria (versión italiana de La granja) en Canale 5.
Se casó con Pippo Baudo, una personalidad de la televisión, en su 40.º cumpleaños, divorciándose en 2004.

## Discografía
- Simon Boccanegra (1973)
- Un ballo in maschera (con Plácido Domingo en 1975)
- La Bohème (1979)
- Luisa Miller (1979)
- Tosca (1979), con Ruggero Raimondi y José Carreras dirigida por Herbert von Karajan.
- Il trovatore (con José Carreras y Stefania Toczyska, 1980)
- Aida (1981)
- Turandot (conductor: Herbert von Karajan, 1981)
- Carmen (1982)
- Falstaff (1982)
- Don Carlos (con Plácido Domingo, 1983-84)
- L'elisir d'amore (1984)
- Otello (1986)
- Messa nº 2 en sol menor de Bellini y Missa Pro Defunctis 1809 de Giuseppe Geremia (con Salvatore Fisichella, 1997)